# Dar Frikha

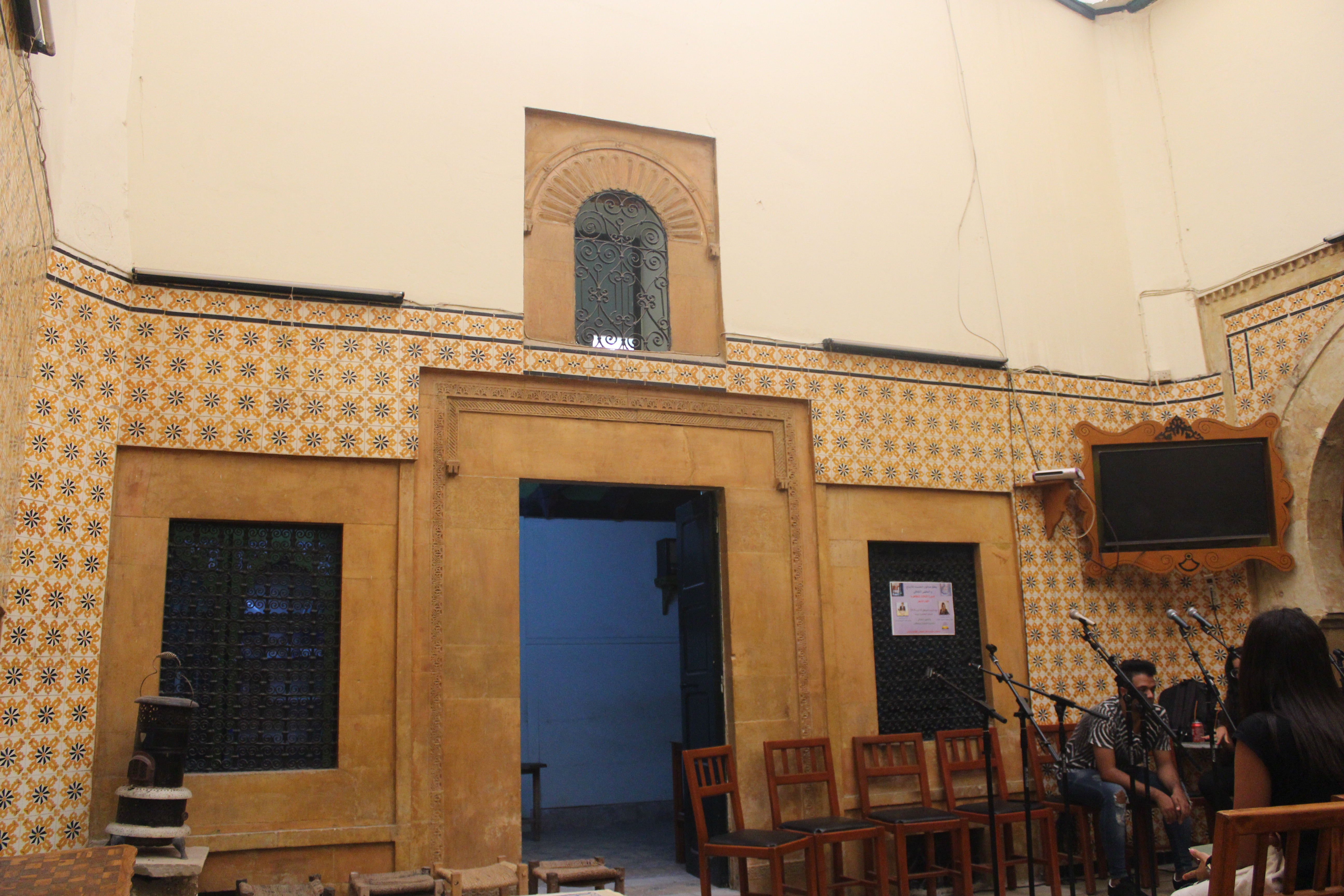
Patio du Dar Frikha

Le Dar Frikha (arabe : دار الفريخة) est l'une des anciennes demeures de la médina de Sfax.

## Localisation
La maison se trouve dans la partie nord-ouest de la médina, au numéro 85 de la rue du cheikh Tijani, connue aussi sous le nom de Zuqaq Al Dhhab (زقاق الذهب, littéralement « allée d'or »). Cette rue est considérée comme l'une des plus prestigieuses de toute la médina au XIXe siècle. Elle est proche du Dar Kammoun et du Dar Khemakhem.

## Histoire

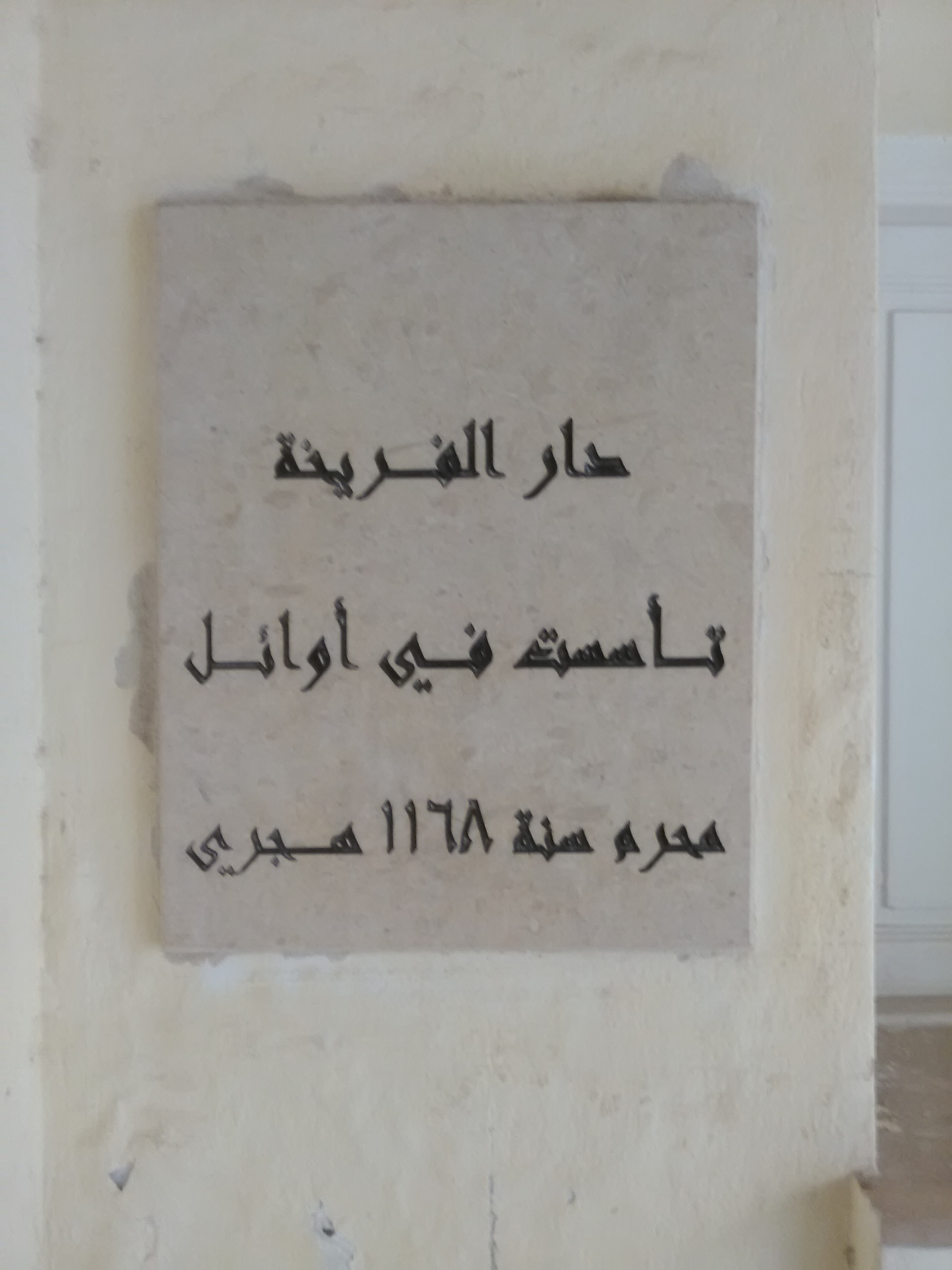
Plaque commémorative du monument

Selon la plaque commémorative à l'entrée de la maison, elle est bâtie en septembre 1754. 
Dans les années 2010, elle est convertie en un café culturel appelé Dar El Médina. L'espace est ouvert aussi aux associations pour y mener leurs activités.

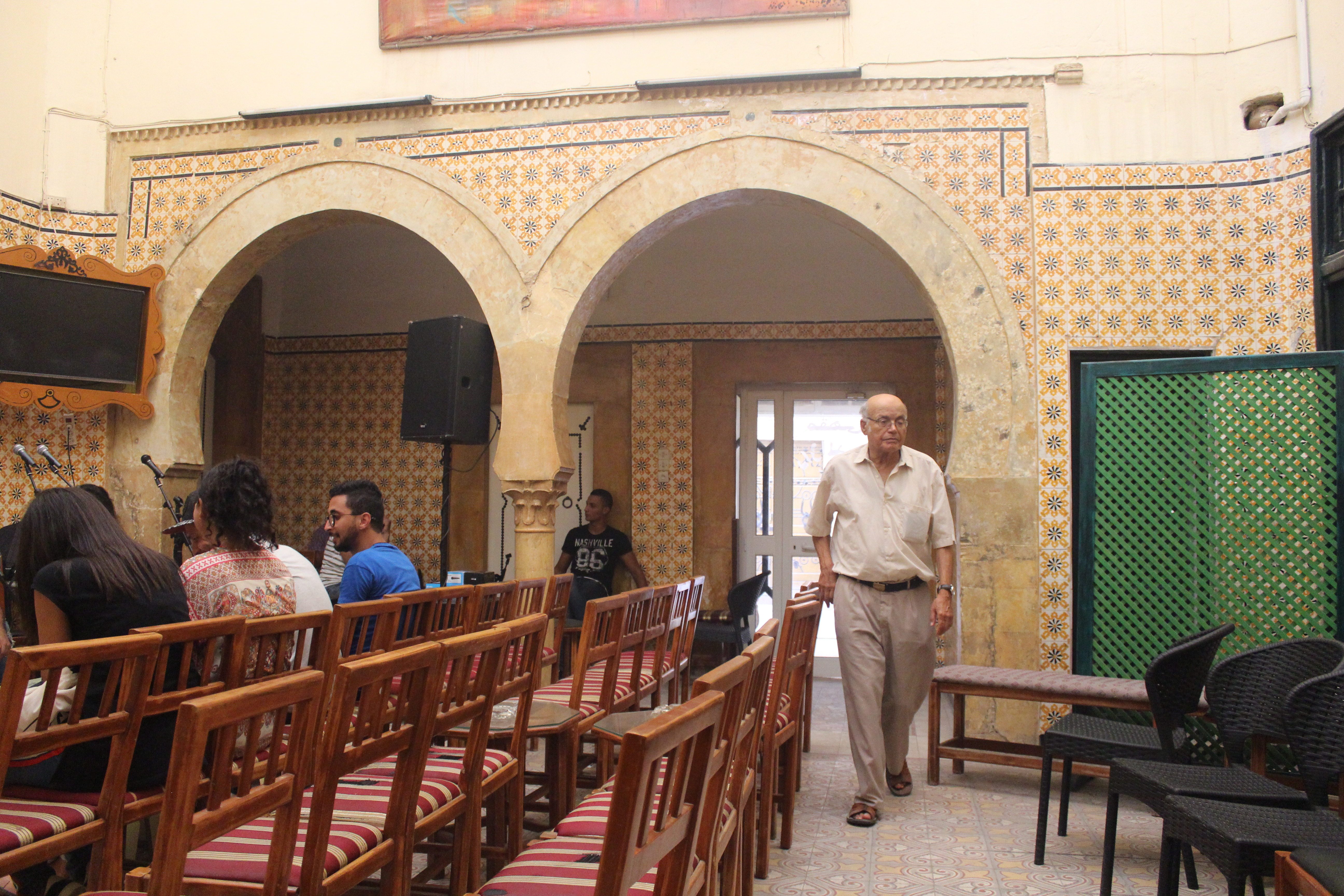
Concert dans le patio
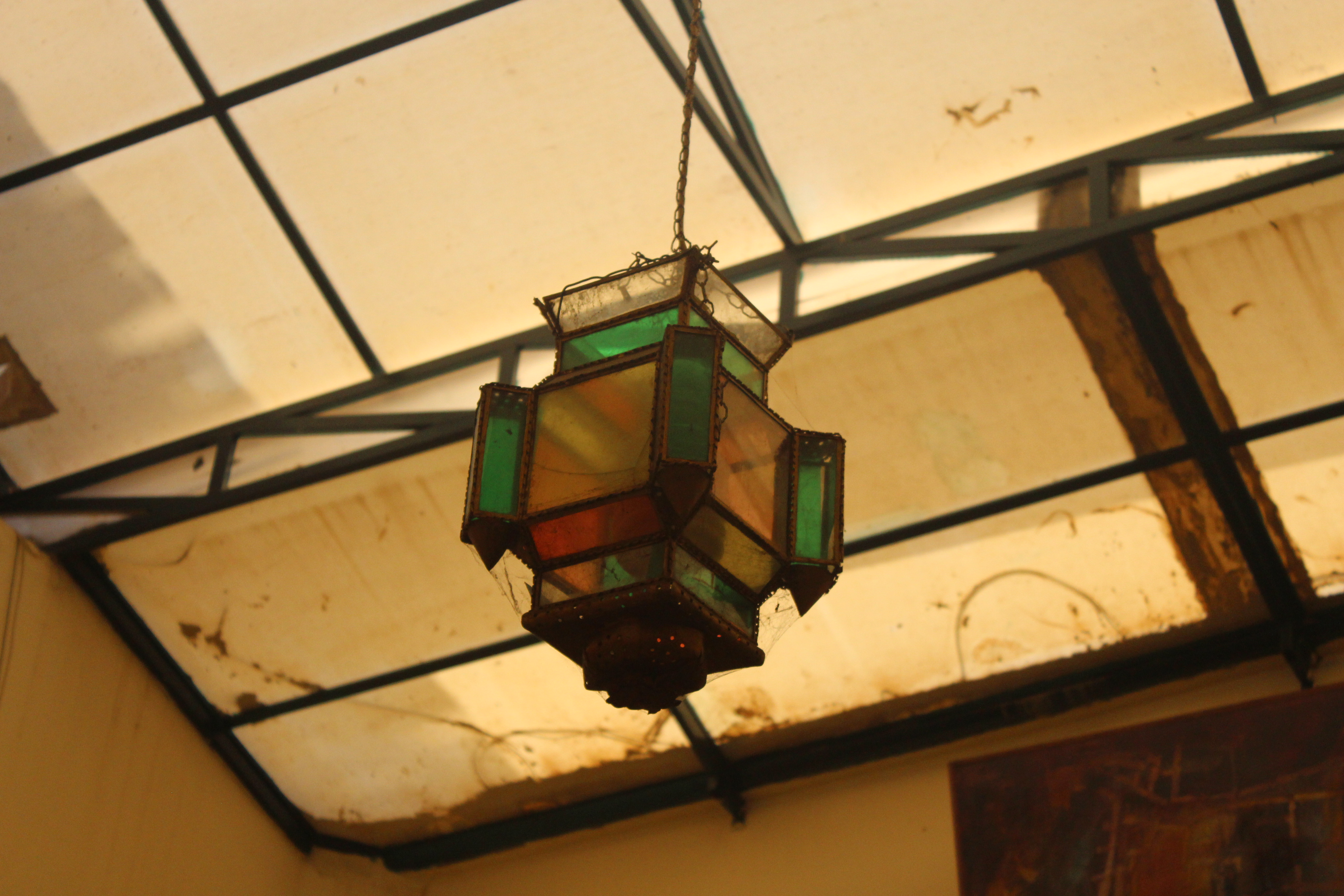
Lanterne dans le patio
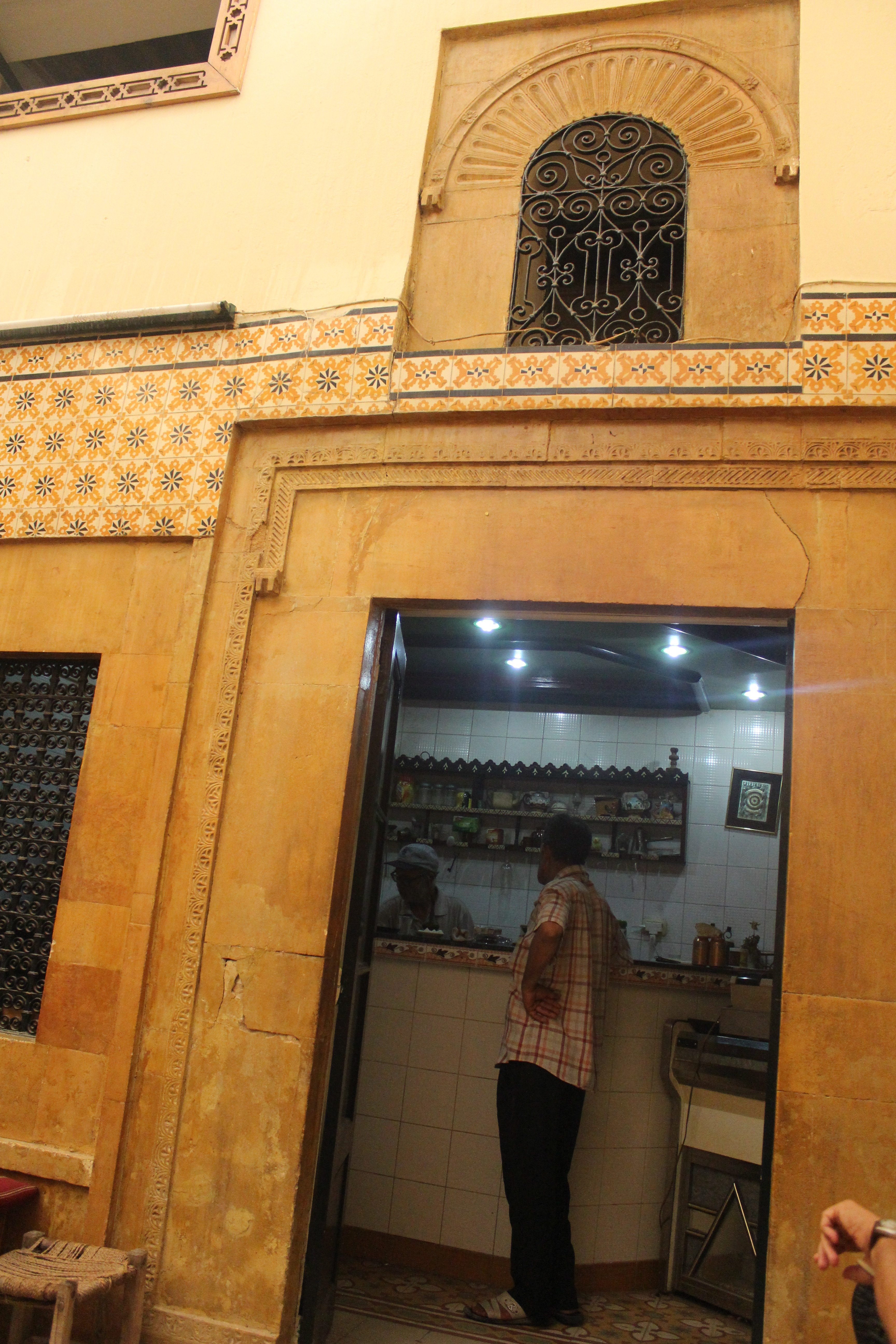
Buvette du café